# Edmond Hall

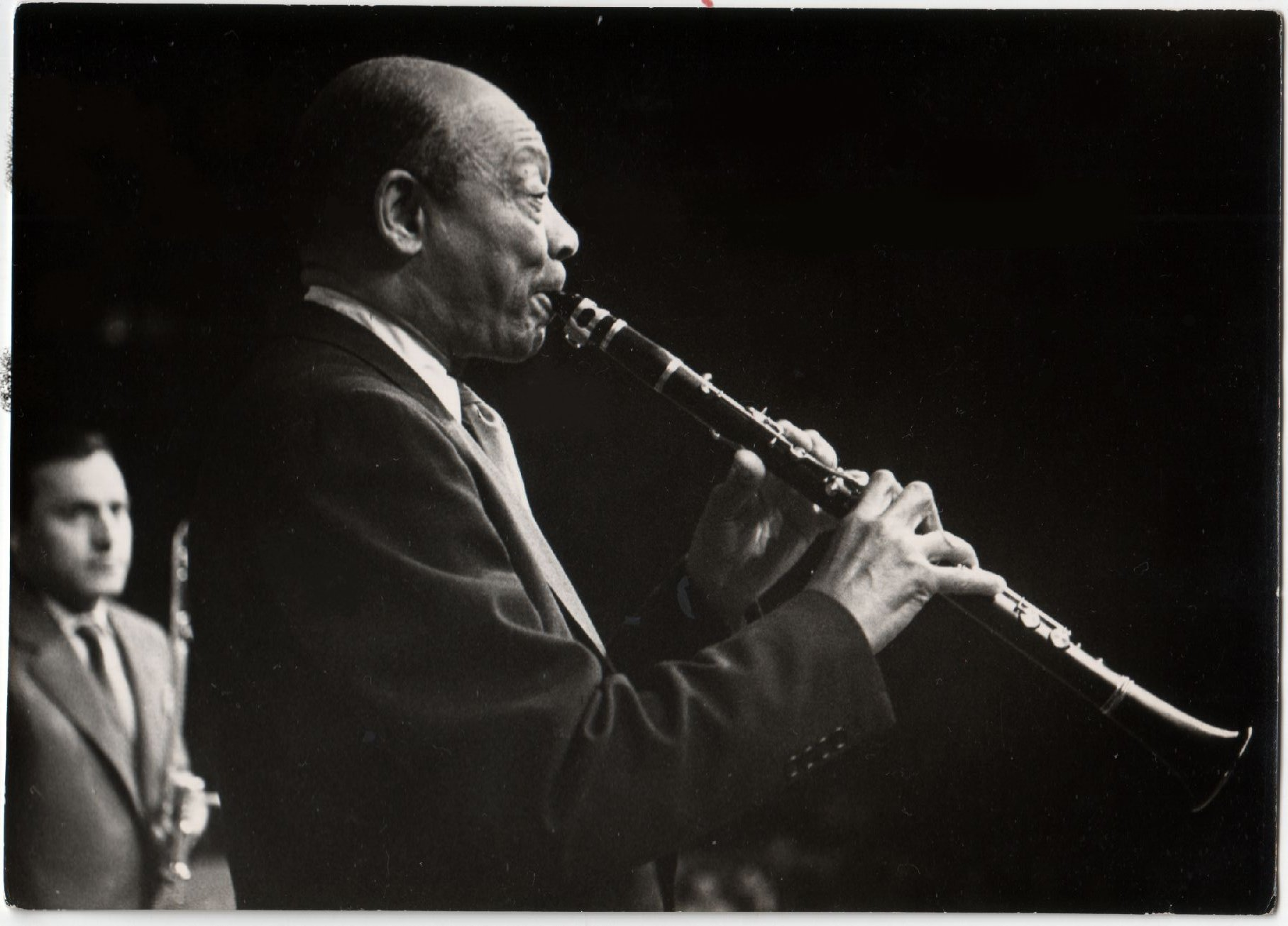
Edmond Hall, 1960, Foto: Miloš Budík

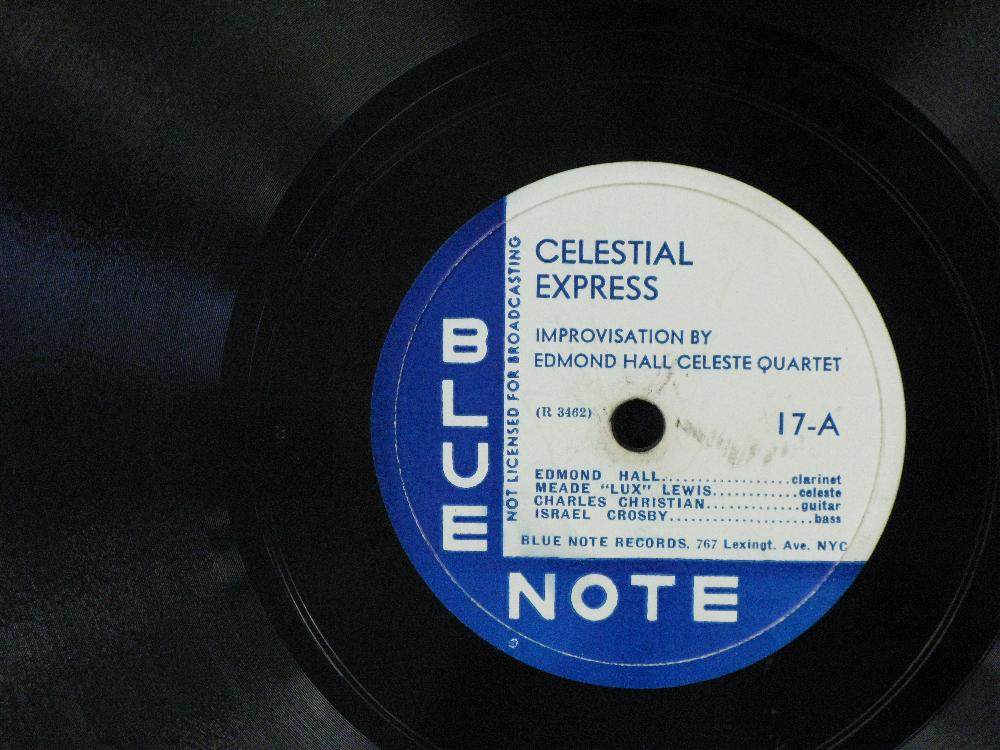
78er der Blue Note-Session vom Februar 1941: „Celestial Express“, mit Charlie Christian, Israel Crosby und Meade Lux Lewis.

Ed (mond) Hall (* 15. Mai 1901 in New Orleans, Louisiana; † 11. Februar 1967 in Cambridge, Massachusetts) war ein US-amerikanischer Klarinettist und Saxophonist des traditionellen Jazz.

## Leben
Hall war Autodidakt in einer musikalischen Familie – sein Vater war der Klarinettist Edward Hall sr., seine Brüder Robert (Klarinette, Saxophon), Clarence (Saxophon, Gitarre, Banjo) und als jüngster Herb (Klarinette), der auch auf zahlreichen Alben (u. a. mit Wild Bill Davison) zu hören ist. So schrieb der Posaunist Trummy Young in seiner Edmond Hall Biographie (1955): „Barney Bigard and Ed were two of the greatest clarinet players from New Orleans“. Hervorstechend waren sein großer, voller Ton und seine kraftvolle Spielweise. Hall erreichte seinen sehr ungewöhnlichen, kaum einen „normalen“ Klarinettenklang, sondern eher ein Saxophon assoziierenden Ton durch seine spezielle Art, seine Spielblätter zu feilen. Wie bei Johnny Dodds, Frank Teschenmaker und Pee Wee Russell blieb seine Phrasierung überwiegend staccato-geprägt. Trotz technischer Beschränkungen war Hall aufgrund der immer erkennbaren tiefen Emotionalität seines Spiels in der Lage, sowohl beim Blues als auch bei lyrischen, balladesken Stücken Höchstleistungen zu erbringen. Er war dabei immer bestrebt, sich weiterzuentwickeln und wechselte gegen Ende seiner Laufbahn sogar auf ein anderes Klarinettensystem über.
Er spielte in den 1920er Jahren in regionalen Bands im US-amerikanischen Süden, unter anderem bei den Pensacola Jazzers, später in New York, vor allem mit dem Trompeter Frankie Newton, und von 1942 bis 1944 unter Teddy Wilson. Anfangs wurde Hall dabei eher als Baritonsaxophonist denn als Klarinettist bekannt. Die Arbeit mit eigenen Bands folgte, u. a. mit Aufnahmen für Continental mit seinem Café Society Orchestra. Hierbei arbeitete er mit einigen der besten Swingmusiker wie Johnny Guarnieri (Piano, Celeste, Cembalo), Red Norvo (Vibraphon) und Charlie Christian zusammen (diese Aufnahmen gehören zu den wenigen, auf denen Christian auf der akustischen Gitarre zu hören ist). Mitte der 1950er Jahre gehörte Ed Hall zur All-Star-Formation Louis Armstrongs, mit dem er auf Tournee etwa 1956 in Chicago agierte und dort am 1. Juni mit Trummy Young (Posaune), Billy Kyle (Klavier), Dale Jones (Bass), Barrett Deems (Schlagzeug) und Armstrong eine herausragende Session bot („Clarinet Marmelade“). In Armstrongs All-Star-Konzerten wurde Hall regelmäßig mit seinem persönlichen Bravourstück "Dardanella" herausgestellt. Im Dezember 1966, wenige Wochen vor seinem Tod, spielte er in Kopenhagen mit Papa Bue’s Viking Jazzband und Jorn Jensens Trio eine Reihe legendärer Titel ein, u. a. auch „Ed's Blues“.
Hall starb an einem Herzinfarkt, nachdem er einen Weg vom Schnee freischaufelte. Er musizierte in Konzerten und bei Plattenaufnahmen außerdem mit Claude Hopkins, Billie Holiday, Lionel Hampton, Joe Sullivan, Coleman Hawkins, Jack Teagarden, Harry Belafonte u. v. a. und war zeitweise festes Mitglied der legendären Band von Eddie Condon in den 40er Jahren an der Seite von Musikern wie Wild Bill Davison, Max Kaminsky und George Brunies.

## Familie

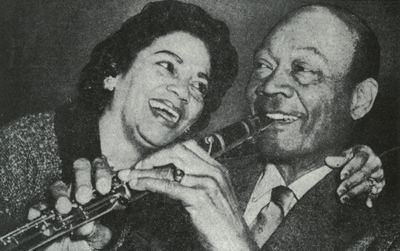
Winnie und Edmond Hall (1965)

Edmond Hall heiratete im April 1922 seine 17-jährige Freundin Octavia Stewart, die aus seiner Heimatstadt Reserve in Louisiana stammte. Am 20. Juli 1922 wurde ihr gemeinsamer Sohn Elton Edmond Hall geboren, der jedoch bereits am 3. Dezember 1934 starb. In zweiter Ehe war Edmond Hall ab 1938 mit Winnie Hall, geb. Winifred Henry, aus Cambridge in Massachusetts verheiratet, die er drei Jahre zuvor bei einem Konzert mit der Claude-Hopkins-Band in Boston kennengelernt hatte.

## Diskographische Hinweise
LPs:
- Take it Edmond Hall with your clarinet that ballet (Queen Disc – 1941–1947) mit Red Allen, J. C. Higginbotham, Kenny Kersey, Billy Taylor, Roy Eldridge, Charlie Shavers, Vic Dickenson, Benny Morton, Ben Webster, Art Tatum, Al Casey, Slam Stewart, Sid Catlett, Emmett Berry, Teddy Wilson, Harry Carney, Everett Barksdale, Sidney De Paris, James P. Johnson, Ralph Sutton, Danny Barker, Pops Foster, Baby Dodds
- Swing Session (Ace of Hearts – 1943/1944) mit Emmett Berry, Vic Dickenson, Eddie Heywood, Al Casey, Billy Taylor b, Sid Catlett, Teddy Wilson, Arthur Trappier
- Ed Hall & the All Star Stompers – This is Jazz Vol.3 (Storyville – 1947) mit Wild Bill Davison, Jimmy Archey, Ralph Sutton, Danny Barker, Pops Foster, Baby Dodds
- At the Club Hangover (Storyville 1954) mit Ralph Sutton, Walter Page
- Rumpus on Rampart Street (Mount Vernon Music – 1959) mit Dick Cary, Jimmy Raney, Al Hall, Jimmy Crawford
- Edmond Hall Quartett in Copenhagen (Storyville 1966)

CDs:
- Edmond Hall 1937–1944 (The Chronogical Classics) mit Billy Hicks voc, Fernando Arbello, Meade Lux Lewis, Charlie Christian, Israel Crosby, Sidney De Paris, Vic Dickenson, James P. Johnson, Sid Catlett, Teddy Wilson, Carl Kress, Red Norvo
- Edmond Hall – Broadcast from Club Hangover (San Francisco 1954) mit Ralph Sutton, Walter Page
- Petite Fleur (Blue Note – 1959) mit Emmett Berry, Vic Dickenson, Ellis Larkins, Milt Hinton, Jimmy Crawford
- Milton Jazz Concert (IAJRC-Records – 1963) mit Bobby Hackett, Vic Dickenson
- Edmond Hall Quartett in Manchester (Jazzology – 1966) mit Colin Bates p,
- Edmond Hall in Copenhagen (Storyville 1966) mit Papa Bue’s Viking Jazzband
- Edmond Hall with Alan Elsdon (Jazzology – 1966) mit Alan Elsdon tp
- Edmond Hall's Last Concert (Jazzology – 1967) mit Bobby Hackett